# Ácido 2-aminoetilfosfónico
El aminofosfonato natural ácido 2-aminoetilfosfónico (AEP), que es un análogo estructural al aminoácido β-alanina y al aminosulfonato taurina, fue el primer fosfonato identificado (en 1959) y se encontró posteriormente en plantas y muchos animales, donde está localizado en las membranas. Los fosfonatos son bastante comunes entre diferentes organismos, desde procariotas a eucariotas, fungi, moluscos, insectos y otros.
La biosíntesis de AEP comienza a partir de la reorganización del fosfoenolpiruvato (figura [1]) en fosfonopiruvato (figura [2]), una reacción catalizada por la enzima fosfoenolpiruvato mutasa (PepM). En este proceso de equilibrio, la termodinámica favorece al fosfonoenolpiruvato por un factor de al menos 500. Por lo tanto, el fosfonopiruvato tiene que convertirse rápidamente en compuestos metabólicamente útiles, favoreciendo ese desplazamiento mediante reacciones irreversibles. Una vez se ha generado el fosfonopiruvato, se descarboxila gracias a la ayuda de la enzima fosfonopiruvato descarboxilasa (Ppd), para dar fosfonoacetaldehído (figura [3]), que por transaminación genera el 2-AEP (figura [4]). La mayoría de las enzimas involucradas en la producción de estos compuestos han sido aisladas y caracterizadas y revisadas exhaustivamente:
Antibióticos de la familia de los fosfonatos, de bajo peso molecular, como la fosfomicina, fosfonoclorina (producido por varias cepas de Fusarium y Talaromyces flavus), etc. están relacionados con el AEP.

## Abundancia en la naturaleza
El 2-AEP, denominado cuando se descubrió por primera vez como ciliatina, es el fosfonato más omnipresente. Se encuentra sobre todo en organismos inferiores y en cantidades notablemente altas. Se presenta tanto en forma libre, siendo un intermediario común en numerosas vías biosintéticas de fosfonato, como incorporado en lípidos y glicanos. No es sorprendente si se tiene en cuenta que el 2-AEP es un análogo estructural (un bioisóstero) del componente común de los lípidos: la fosfoetanolamina y su derivado N,N,N-trimetil-2-AEP es otro análogo estructural de otro componente común de los lípidos: la fosfocolina. La mayoría de los estudios sobre la abundancia natural de la ciliatina y sus lípidos se publicaron entre 1960-1990. Esto hace que sus formas metiladas, a saber, N-metil-, N, N-dimetil- y N, N, N-trimetilciliatina, también se encuentran en las fracciones lipídicas de algunos organismos, aunque en cantidades significativamente menores. 
Los lípidos que contienen aminofosfonatos se denominan fosfonolípidos. Hay dos clases de estos compuestos: glicerofosfonolípidos y esfingofosfonolípidos. Se han aislado de numerosos organismos, incluidos humanos, mamíferos (ovejas, cabras y ratas), yema de huevo, peces, insectos, anémonas de mar, esponjas, numerosas especies de moluscos marinos y de agua dulce, semillas de plantas, protozoos y bacterias. Por lo general, son una pequeña fracción de los lípidos totales presentes, y su aislamiento e identificación/caracterización exacta son difíciles y engorrosos.
La función fisiológica de los fosfonolípidos aún se desconoce, y el papel protector sugerido contra los depredadores, resultante de su estabilidad hacia la hidrólisis por lipasas y fosfatasas, no se ha demostrado hasta ahora. Además, la distribución y abundancia de los fosfonolípidos entre los distintos organismos varía según la especie, el tejido o la ubicación celular. Por ejemplo, los vertebrados tienen esfingofosfonolípidos como componentes de la esfingomielina del tejido nervioso, mientras que los invertebrados con frecuencia contienen altos niveles de estos lípidos como componentes de la membrana externa. Mientras que el fosfato es una modificación común de los polisacáridos, solo hay unos pocos ejemplos de polisacáridos que contienen restos de fosfonato.